# Mai stata meglio
Mai stata meglio (Mejor que nunca) è un film del 2009 diretto da Dolores Payás.

## Trama
Isabel, una donna di mezza età si sta separando dal marito Felipe che ha appena trovato una compagna più giovane e l'accusa di essere frigida; lei dal canto suo ribatte che è impotente. Al lavoro cerca di evitare di farsi coinvolgere nelle serate dei colleghi in cerca di avventure romantiche. Un giorno incontra per strada Emiliano, un messicano dai modi galanti, da cui si lascia prima convincere ad andare a cena insieme per poi proseguire con finale a casa di lei. Ne nasce una frequentazione che la trascinerà in una serie di situazioni esilaranti, complici anche le visite della famiglia di sua figlia Sybila (psicologa bacchettona sposata con l'impacciato Bernardo e che ha adottato due vivaci bambini), i guai con la giustizia del suo nuovo uomo, il tentativo del marito di ritornare insieme a lei e il portinaio del condominio invadente e pedante.

## Produzione
Il film è stato girato a Barcellona, in Spagna.